# Kabouterdorp
Het Kabouterdorp is een onderdeel van het Sprookjesbos in de Efteling. Het Kabouterdorp bestaat uit een aantal dorpshuizen in de vorm van paddenstoelen waar het dagelijks van leven van de kabouters wordt uitgebeeld. Het werd tegelijk met het attractiepark zelf geopend op 31 mei 1952 en kende uitbreidingen in 1972, 1974 en 1980. Het dorp werd grotendeels ontworpen door Anton Pieck. De latere ontwerpen van de uitbreidingen zijn naar ontwerpen van Ton van de Ven en Henny Knoet. Het kabouterdorp is het tweede sprookje op de route in het Sprookjesbos en staat tussen Doornroosje en Langnek. 

## Verhaal
Hoewel het Kabouterdorp bestaat uit losstaande taferelen die niet zijn gebaseerd op een oorspronkelijk verhaal, schreef Martine Bijl voor het boek Sprookjes van de Efteling uit 1974 het begeleidende sprookje De gouden stemvork. Dit verhaal was lange tijd in beknopte versie te lezen in een sprookjesboek dat staat opgesteld bij de kabouterboom. Voor het Sprookjesboek van de Efteling uit 2009 werd een nieuw verhaal geschreven met de titel Het kabouterdorp.

## Dorpshuizen

### Paddenstoelenparcours
Het Paddenstoelenparcours is een kronkelen wandelpad rondom een beekje. Het wandelpad is alleen voor jonge kinderen bedoelt. Dit staat aangegeven met een bord aan het begin van het pad. Het pad loopt door drie kabouterhuisjes. De eerste twee gedecoreerd als een vliegenzwam. De laatste als een morielje. In de drie paddenstoelen zijn onder meer een boekenplank en een kachel als decoratie te vinden. In de tweede paddenstoel is het geluidseffect van een snurkende kabouter te horen. Buiten langs het pad hangt een waslijn met kleding en een rode puntmuts. Tevens staat er een groene picknicktafel met rode stoelen.

### Kabouterboom

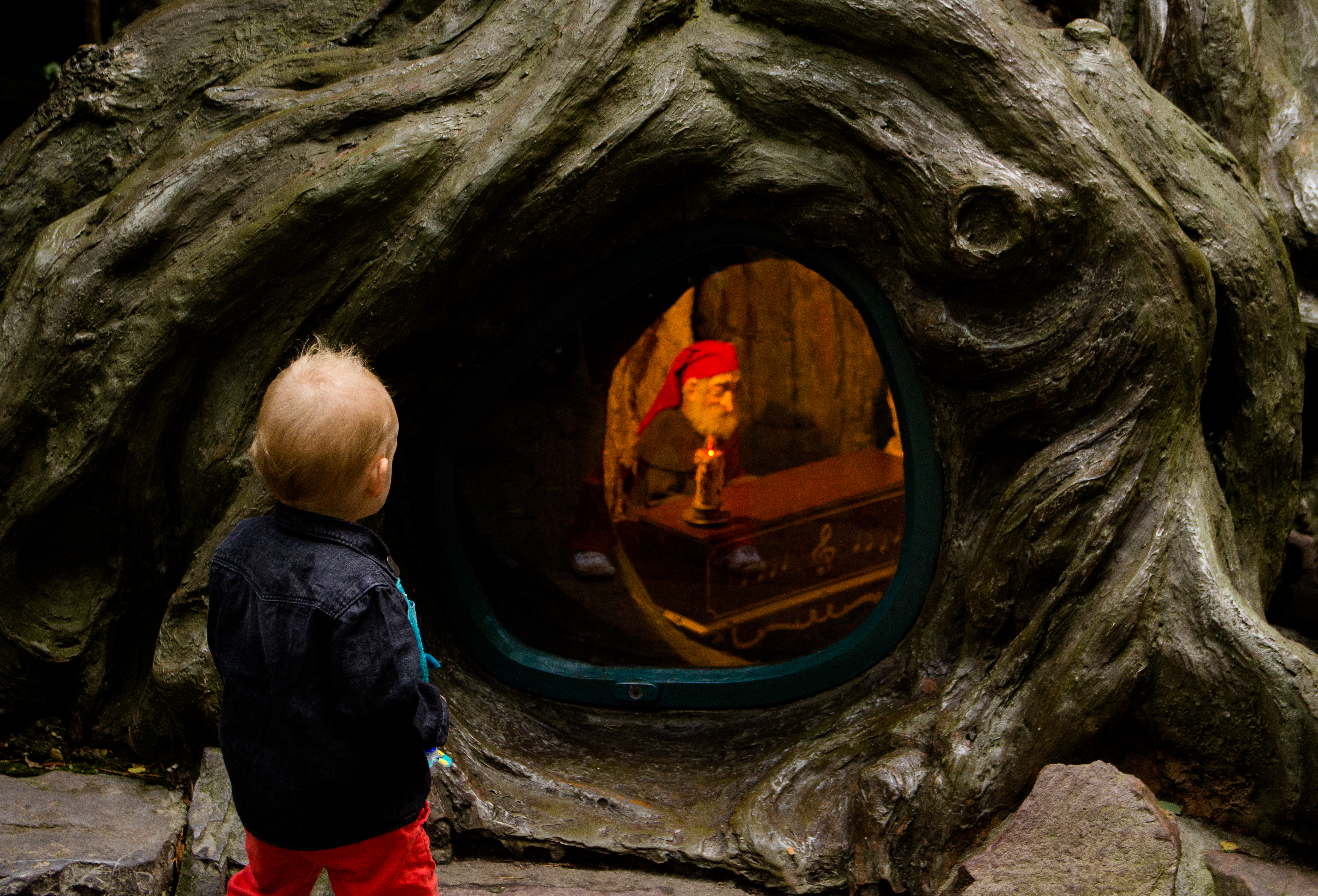
Kijkend door het raam de Kabouterboom in.

Naast het Paddenstoelenparcours staat een een holle scheve boom. Via de gaten onderin de boom is te zien dat er een kabouter, de muziekkabouter, een klavecimbel aan het bespelen is. Op zijn klavecimbel staat een kaars. In dezelfde ruimte is een stuk perkament met het muziekstuk erop te vinden. Via speakers is te horen dat de kabouter het Menuet in G aan het spelen is op zijn klavecimbel. Naast de kabouter is een bruine deur te zien. Deze deur opent geregeld waarna er een tweede kabouter verschijnt en om de hoek kijkt. Daarna trekt de kabouter zich weer terug en sluit de deur.

### Paddenstoelenhuis

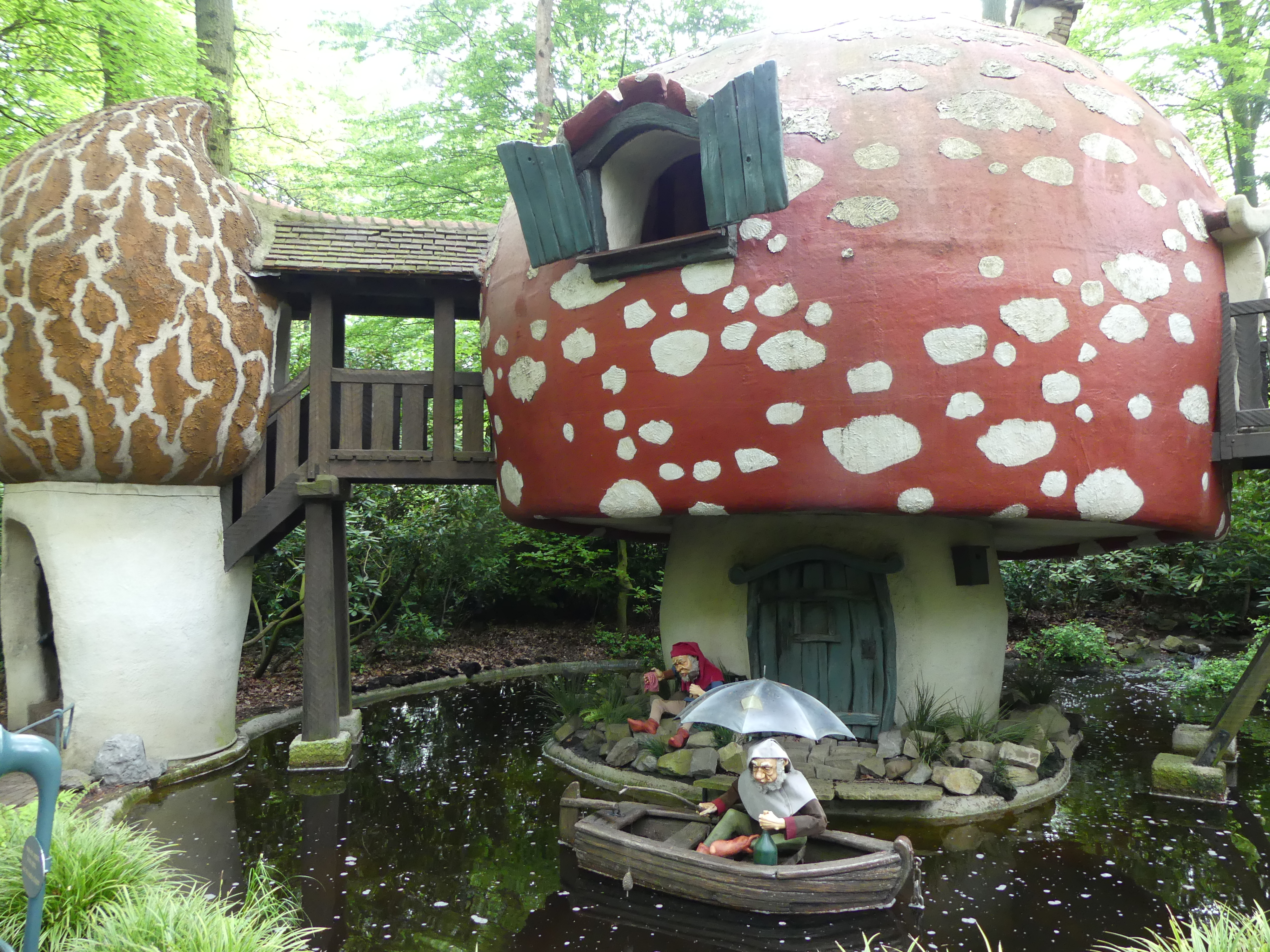
Vooraanzicht van het Paddenstoelenhuis. Op de voorgrond de vissende kabouters.

Het Paddenstoelenhuis staat tegenover de Kabouterboom aan een vijver. In de vijver voor het dorpshuis ligt een houten roeiboot. In de houten boot zit een kabouter met een paraplu te vissen. In zijn linkerhand houdt hij een fles vast. Aan de stenen kade zit een tweede kabouter te vissen. De kabouter in de houten roeiboot lijkt te slapen. Wanneer bezoekers in de microfoon roepen die langs het wandelpad staat, schrikt de kabouter wakker. Het Paddenstoelenhuis zelf bestaat uit twee paddenstoelen. Een morielje en een vliegenzwam. Bezoekers kunnen via een houten trap de eerste verdieping van de vliegenzwam bereiken. In deze ruimte zit een kabouter te schrijven aan een tafel. Er hangen een aantal boekenplanken met boeken aan de muur. Ook op de vloer liggen meerdere boeken. Verder liggen er ganzenveren en diverse potten. Op de tafel van de kabouter zit een eekhoorn. 

### Huis van Tobbelienetje

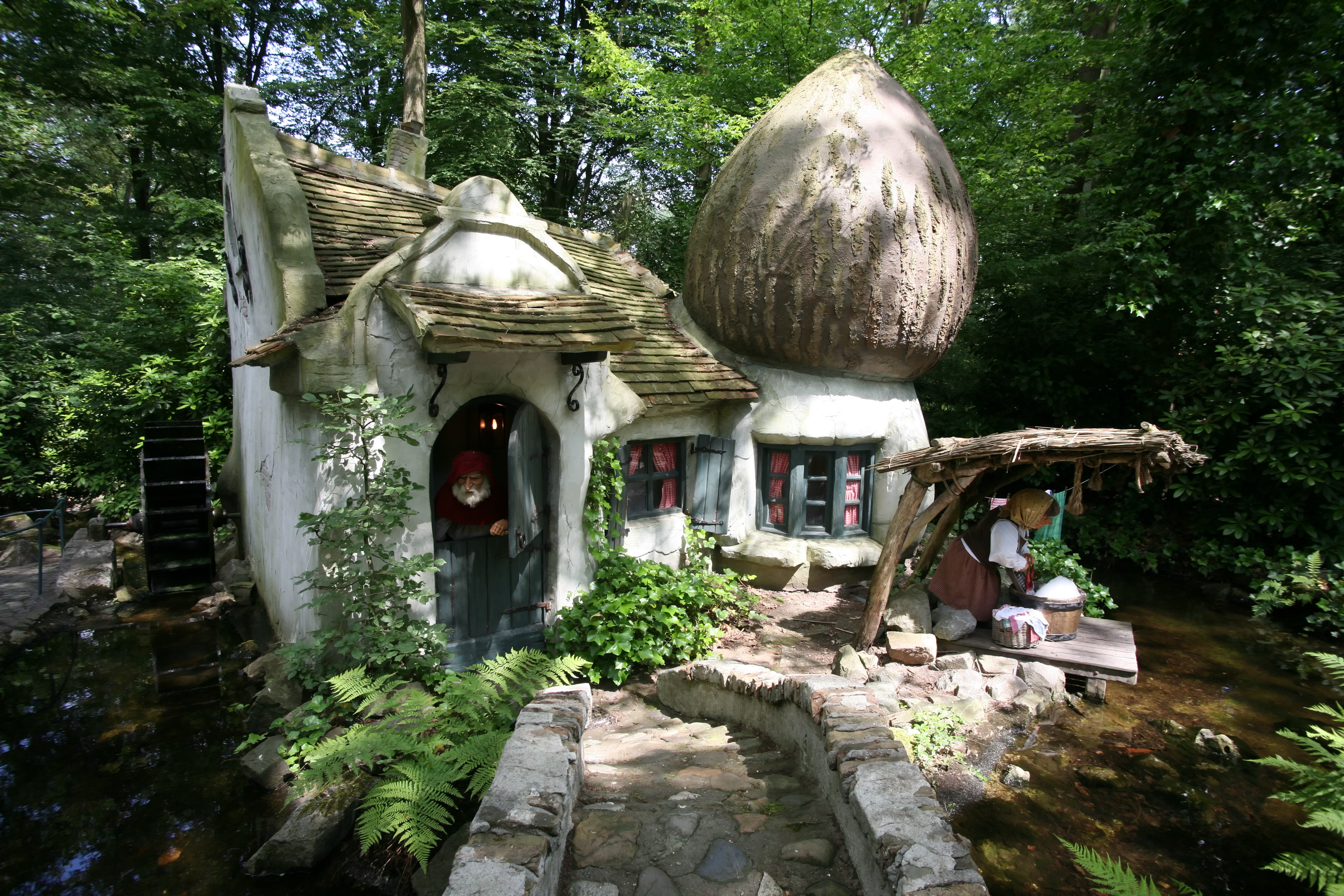
Overzicht van het Huis van Tobbelientje.

Naast het Paddenstoelenhuis staat een dorpshuis, huis van Tobbelientje, met een waterrad aan een beekje. Het dak is vormgegeven als morielje. Voor het dorpshuis staat een hek met deurkruk. Wanneer de deurkruk bewogen wordt door een bezoeker. Gaat de deur van het huis open en verschijnt er een kabouter. De kabouter steekt zijn hoofd naar buiten en zegt: "Hé, daar is toch niemand voor mij. En daar ook niet. Nou ja, zal ik me wel vergist hebben." Verderop staat een kabouter de was te doen onder een rieten dak.

### Grote Kabouterhuis

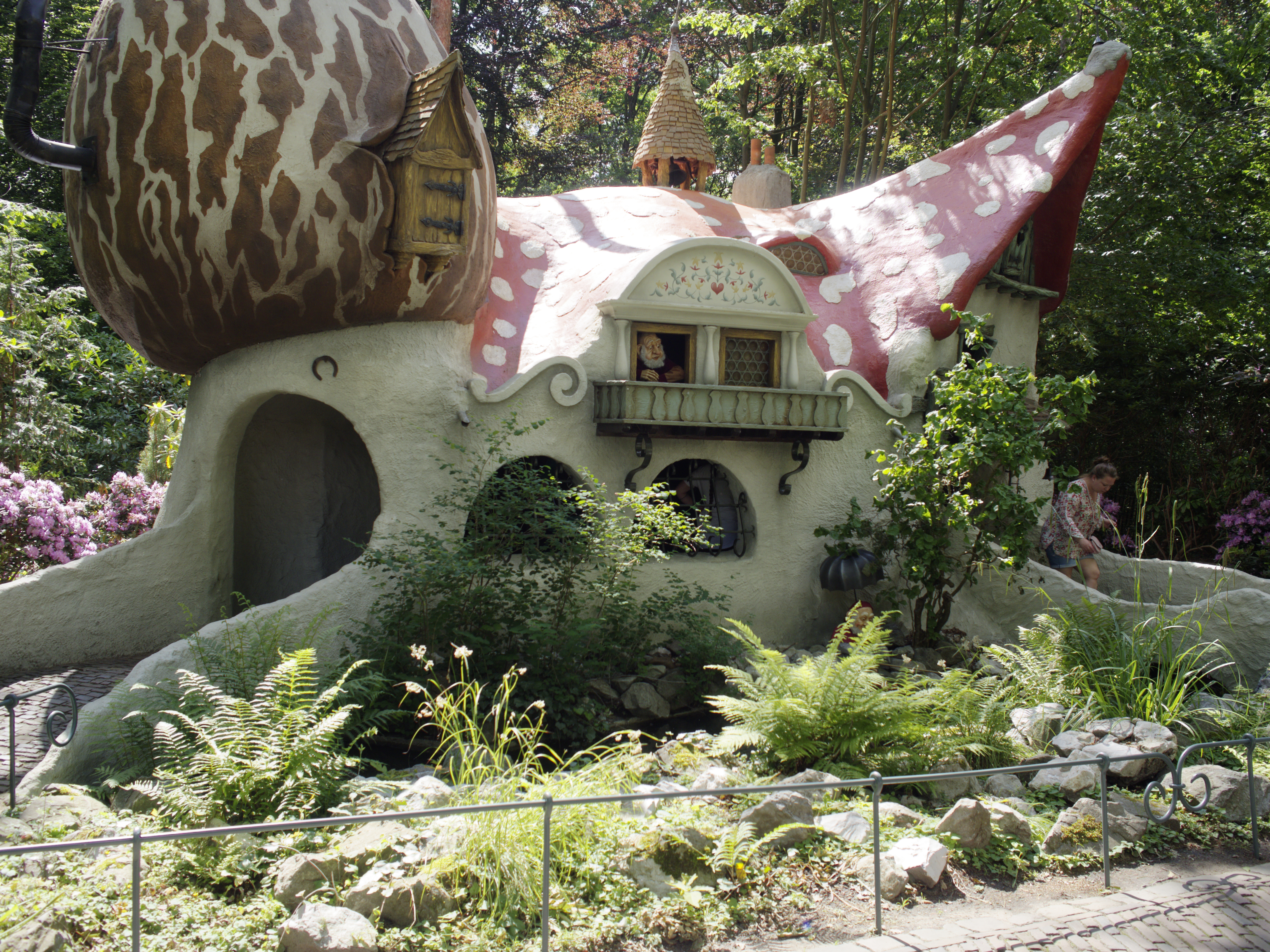
Voorzijde van het Grote Kabouterhuis.

Het Grote Kabouterhuis is het laatste dorpshuis langs de route door het Kabouterdorp. Het Grote Kabouterhuis is vormgegeven naar een vliegenzwam en Morielje. Het dak van het dorpshuis is gedecoreerd met een torentje, bel, windwijzer, erker en schoorsteen. Voor het gebouw ligt een vijver. Aan de vijver zit een kabouter met een paraplu te vissen. Op de eerste verdieping is een kabouter, kijkend door het raam, te zien. Binnen in het dorpshuis bevindt zich een kijktafereel bestaand uit vier kabouters. Een kabouter ligt te slapen in een bedstede. Een tweede kabouter ligt in een ledikant en is duidelijk ziek. De derde kabouter ligt te slapen in een schommelstoel met een pijp in zijn hand. De vierde kabouter zit in een houten stoel een boek te lezen. Het boek dat hij leest is Anton Pieck en de wonderbaarlijke geschiedenis van de Efteling. Verder zijn er meerdere muizen in het dorpshuis te vinden. Op de achtergrond is een scheve boekenplank te zien. Op de tafel staan een aantal taarten.

## Geschiedenis

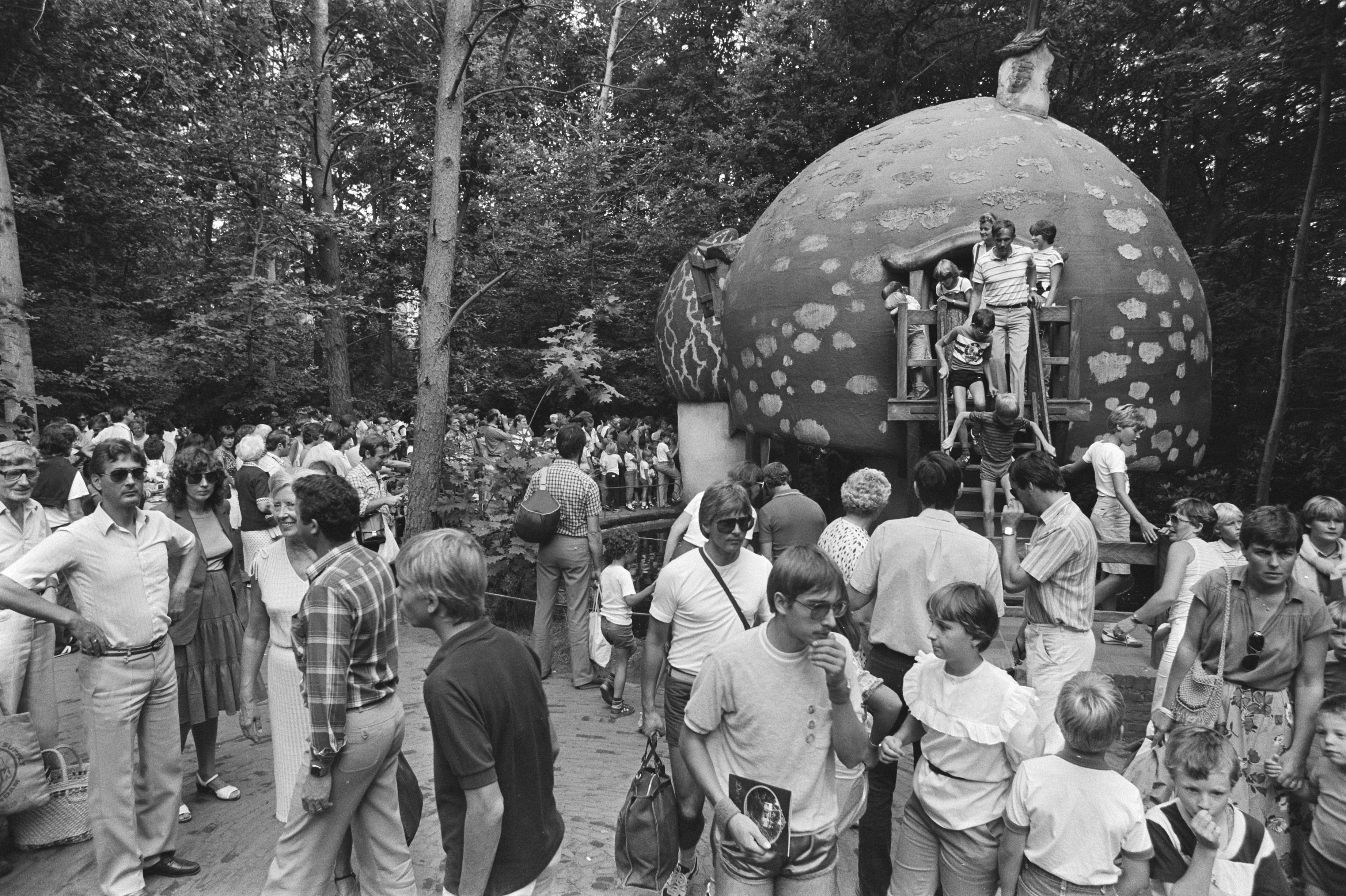
Het Paddenstoelenhuis anno 1982.

Het gehele Kabouterdorp is niet volledig in een keer gebouwd. Op 31 mei 1952 opende het Paddenstoelenparcours tegelijk met de rest van het park. Twintig jaar later werd het 'dorp' voor het eerst uitgebreid. In 1972 werd het Grote Kabouterhuis geopend en twee jaar later, in 1974, de Kabouterboom. De laatste twee dorpshuizen, het Paddenstoelenhuis en het Huis van Tobblientje opende een decennia later in 1980. Om ruimte te maken voor deze uitbreiding werd een schuilhut, een houten overkapping, gesloopt.
In de jaren 10 van de 21e eeuw werd het Kabouterdorp stapsgewijs gerenoveerd. In november 2017 werd daarbij het Paddenstoelenparcours afgesloten voor het publiek. Er serieus overwogen om het Paddenstoelenparcours te verwijderen. In het daaropvolgende decennia, in 2023, werd het Paddenstoelenparcours toch gerenoveerd, waarbij nieuwe decoratieve elementen en een geluidselement toegevoegd werden. Ook werd het wandelpad rolstoeltoegankelijk gemaakt.